# Domèvre-sur-Durbion
Domèvre-sur-Durbion ist eine französische Gemeinde mit 266 Einwohnern (Stand 1. Januar 2022) im Département Vosges in der Region Grand Est (bis 2015 Lothringen). Sie gehört zum Arrondissement Épinal und zum Gemeindeverband Communauté d’agglomération d’Épinal.

## Geografie

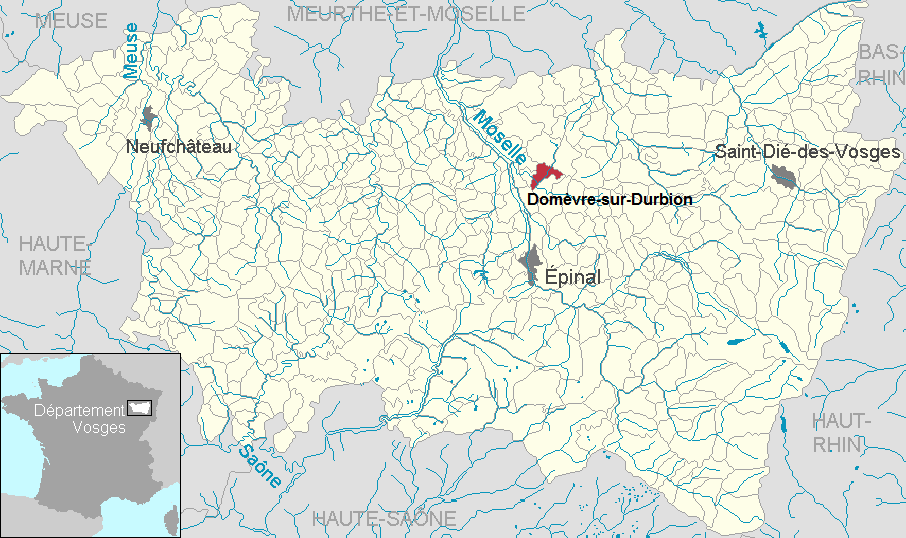
Lage der Gemeinde Domèvre-sur-Durbion im Département Vosges

Die Gemeinde Domèvre-sur-Durbion liegt 13 Kilometer nördlich des Stadtzentrums von Épinal, der Hauptstadt (chef-lieu) des Départements Vosges.
Das 12,51 Quadratkilometer große Gemeindegebiet umfasst einen Talabschnitt des Mosel-Zuflusses Durbion. Nach Norden und Osten steigt das Bodenrelief sanft an, das Plateau erreicht an der östlichen Gemeindegrenze 365 m über dem Meer. Die Waldanteile der Gemeinde im Norden (Bois des Évreux) und Osten (Bois des Épinettes, Bois Saint-Pierre) gehören zu einem großen zusammenhängenden Forst, der sich zwölf Kilometer weit nach Nordosten bis Rambervillers ausbreitet.
Nachbargemeinden von Domèvre-sur-Durbion sind Hadigny-les-Verrières im Norden, Badménil-aux-Bois im Nordosten, Bayecourt im Südosten, Girmont im Südwesten, Pallegney im Westen sowie Zincourt im Nordwesten.

## Geschichte
Bis zum Jahr 1711 war Domèvre noch Teil des Banns Bayecourt und abhängig vom Kapitel Remiremont.

### Bevölkerungsentwicklung
| Jahr      | 1962 | 1968 | 1975 | 1982 | 1990 | 1999 | 2006 | 2012 | 2021 |
| Einwohner | 251  | 281  | 254  | 255  | 280  | 300  | 265  | 287  | 265  |

Im Jahr 1846 wurde mit 509 Bewohnern die bisher höchste Einwohnerzahl ermittelt. Die Zahlen basieren auf den Daten von cassini.ehess und INSEE.

## Sehenswürdigkeiten
- Kirche St. Mauritius (Église Saint-Maurice), Monument historique[4]
- Wegekreuz (Croix de Carrefour) vor der Kirche, Monument historique[5]
- Reste eines Renaissance-Schlosses aus dem 16. Jahrhundert (zerstört im Ersten Weltkrieg)[6]

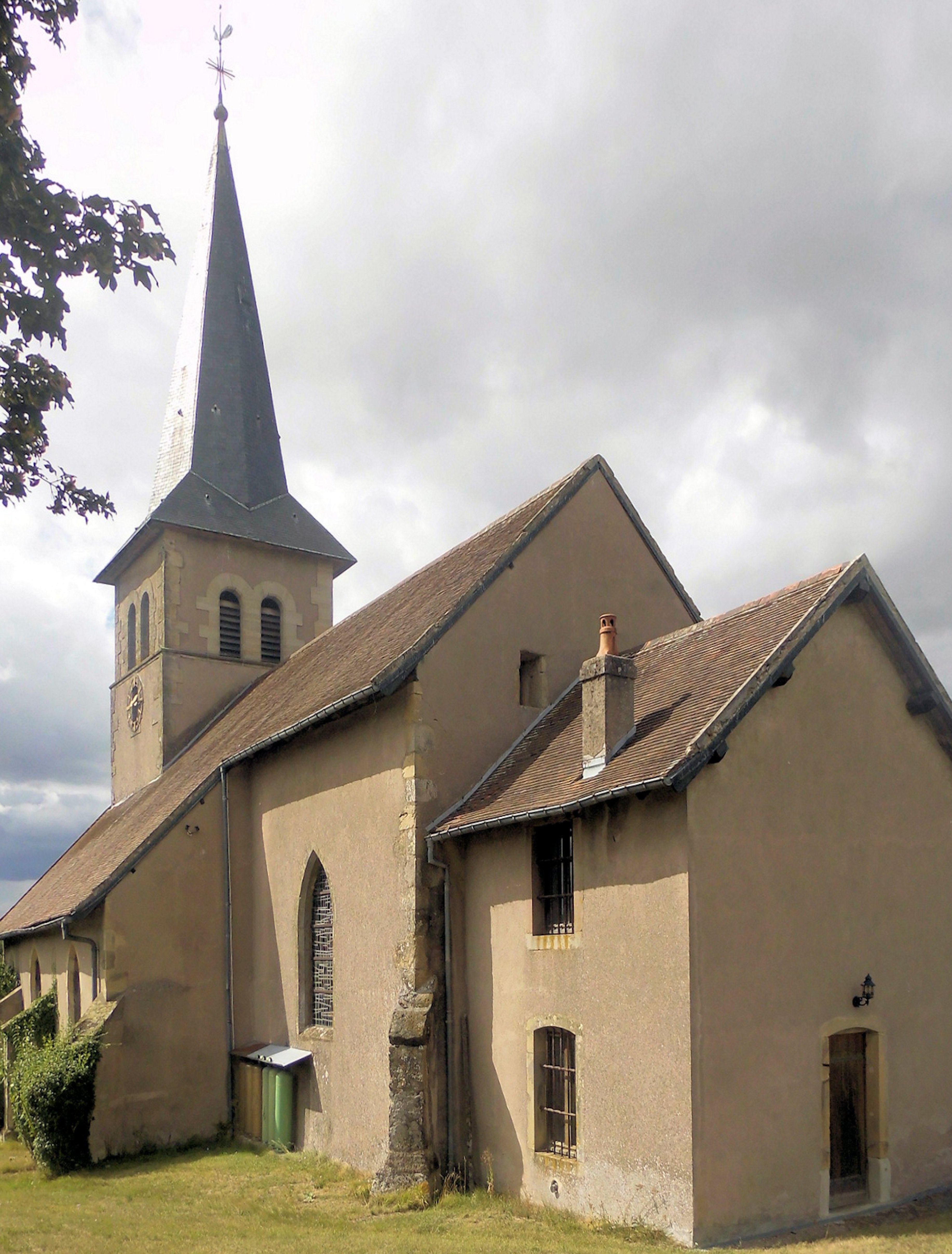
Kirche St. Mauritius
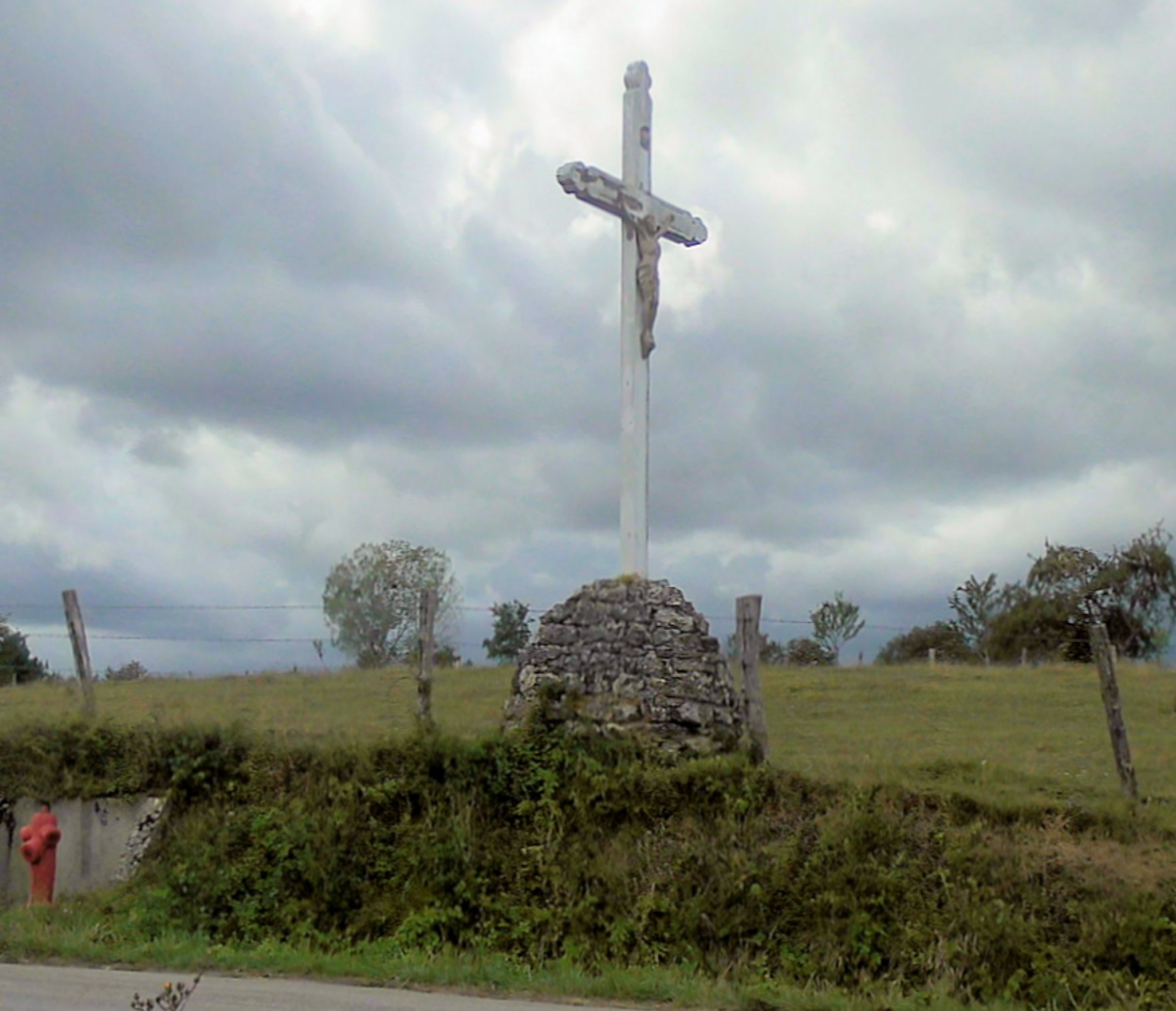
Wegkreuz

## Wirtschaft und Infrastruktur
Die Landwirtschaft spielt in Domèvre nach wie vor eine Rolle. In der Gemeinde sind acht Landwirtschaftsbetriebe ansässig (Getreideanbau, Milchviehhaltung, Rinderzucht). Neben den Beschäftigten in Landwirtschafts-, kleinen Handwerks- und Dienstleistungsbetrieben sind die Pendler in das nahegelegene Ballungsgebiet um Épinal und Thaon-les-Vosges die größte Gruppe der Erwerbstätigen in Domèvre.

### Verkehrsanbindung
Durch Domèvre führt die Départementsstraße 10 von Châtel-sur-Moselle nach Girecourt-sur-Durbion. Im sechs Kilometer entfernten Thaon-les-Vosges besteht Anschluss an die autobahnartig ausgebaute RN 57 von Épinal nach Nancy sowie an das Bahnnetz der TER Grand Est (Bahnstrecke Blainville-Damelevières–Lure).

## Belege
1. ↑  vincey-epinal-genealogie.com (Memento des Originals vom 3. November 2010 im Internet Archive)  Info: Der Archivlink wurde automatisch eingesetzt und noch nicht geprüft. Bitte prüfe Original- und Archivlink gemäß Anleitung und entferne dann diesen Hinweis. (französisch)
2. ↑  Domèvre-sur-Durbion auf cassini.ehess
3. ↑  Domèvre-sur-Durbion auf INSEE
4. ↑  Kirche St. Mauritius in der Base Mérimée des französischen Kulturministeriums (französisch)
5. ↑  Wegekreuz in der Base Mérimée des französischen Kulturministeriums (französisch)
6. ↑  Bilder der Reste des ehemaligen Schlosses
7. ↑  Landwirtschaftsbetriebe auf annuaire-mairie-fr (französisch)